# Quattro momenti del giorno

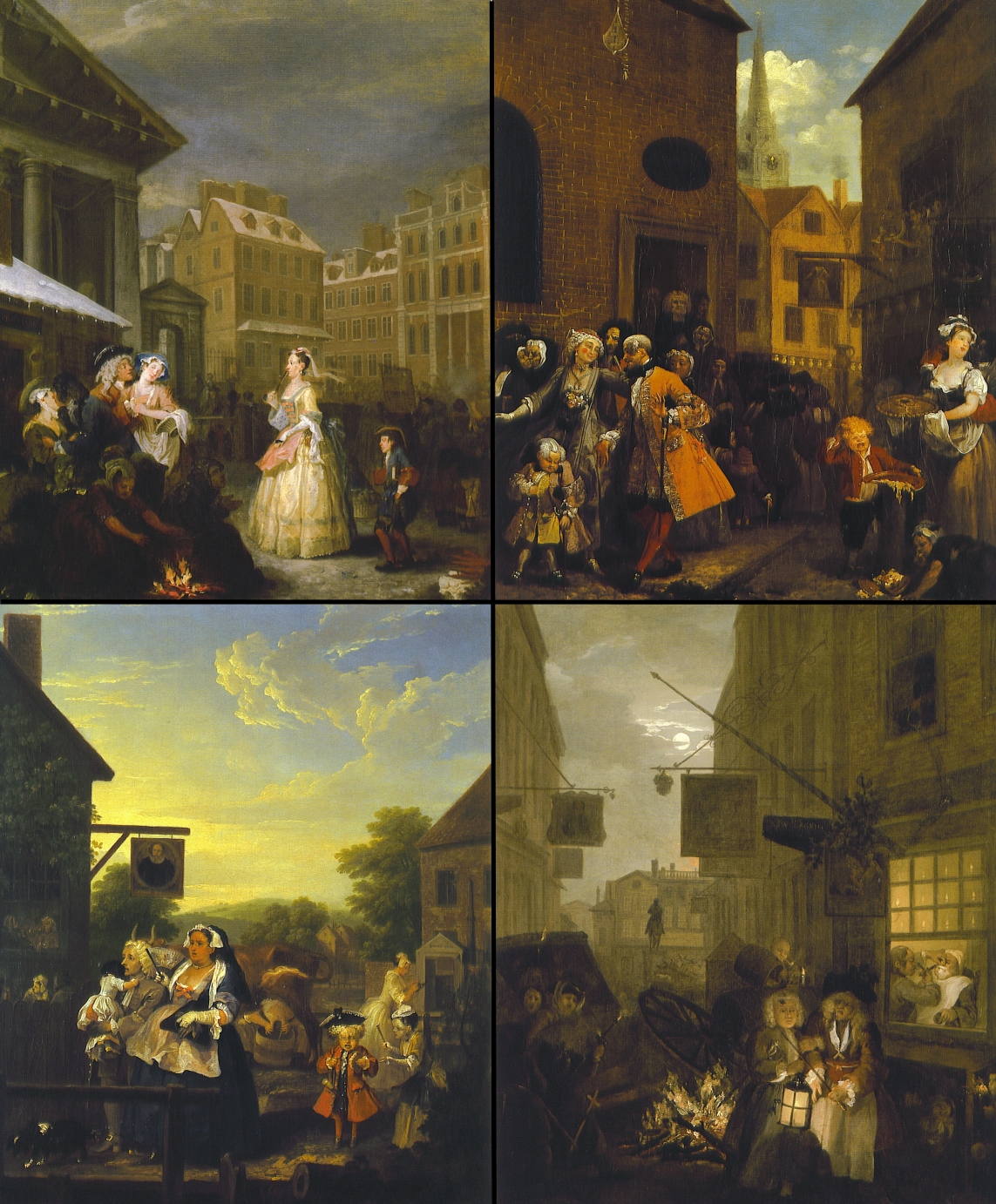
I dipinti della serie Quattro momenti del giorno (in senso orario a partire da in alto a sinistra: Mattino, Mezzogiorno, Notte e Sera).

Quattro momenti del giorno è il titolo di una serie di dipinti dell'artista inglese William Hogarth. Ultimata nel 1736, la serie viene replicata in quattro incisioni pubblicate nel 1738. Sia i dipinti che le incisioni ritraggono scene di vita quotidiana nelle strade di Londra, mostrando le stravaganze della moda e le interazioni tra ricchi e poveri. Diversamente dalle altre serie di Hogarth, come La carriera di una prostituta, La carriera del libertino, Operosità e indolenza e I quattro stadi della crudeltà, non vi è qui raffigurata la storia di un singolo individuo, poiché l'artista si concentra sull'intera società di Londra. Hogarth voleva che questa serie fosse divertente piuttosto che didattica; le immagini non offrono un giudizio su chi tra il ricco o il povero debba ottenere la simpatia dell'osservatore: benché le classi più elevate e quelle medie tendano a occupare il centro di ogni scena, vi è un minor confronto morale rispetto a quello visto in altri suoi lavori.
Le quattro scene presentano momenti di vita quotidiana in diverse zone di Londra, man mano che si sviluppa la giornata. Il Mattino mostra una fiera zitella che si dirige alla chiesa di Covent Garden, passando davanti ai gozzovigliatori della sera prima; a Mezzogiorno si vedono due culture diverse sui lati opposti della strada di St. Giles; alla Sera troviamo una famiglia di tintori di ritorno dal Teatro Sadler's Wells; e nella Notte sono raffigurate le disdicevoli vicende di alcuni massoni ubriachi che barcollano verso casa, nei pressi di Charing Cross.

## Contesto
Quattro momenti del giorno fu la prima serie di dipinti pubblicata da Hogarth dopo i suoi due grandi successi, La carriera di una prostituta (1732) e La carriera del libertino (1735). Fu tra le prime incisioni pubblicate dopo l'emanazione dell'Engraving Copyright Act 1734 (legge della protezione del diritto d'autore, che lo stesso Hogarth sollecitò al parlamento inglese). Al contrario delle due famose sopracitate serie, quella dei Quattro momenti del giorno non presenta un racconto in sequenza, e nessuno dei personaggi compare in più di una scena. Hogarth concepì le scene come "una rappresentazione divertente del mattino, del mezzodì, della sera e della notte".
Hogarth prese ispirazione per le sue serie dalla satira classica di Orazio e Giovenale, attraverso la loro controparte Augustea, con particolare riferimento alle opere Trivia di John Gay, A Description of a City Shower e A Description of the Morning di Jonathan Swift. Hogarth assurse poi a suoi modelli artistici le serie di Nicolas Poussin e di Nicolas Lancret, come pure le opere a soggetto campestre, ma trasferendoli nel contesto urbano.

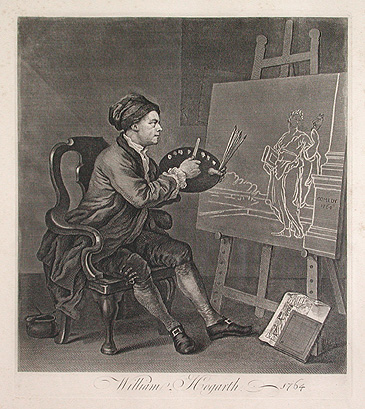
William Hogarth, Autoritratto (1758)

Hogarth progettò la serie nel 1736 per una commissione da parte di Jonathan Tyers (1702–1767), il quale richiese dei dipinti per ornare uno spazio adibito alla cena all'interno del parco Vauxhall Gardens. Pare che lo stesso Hogarth abbia suggerito di effettuare tale decorazione come parte integrante della ristrutturazione dello spazio. Una volta terminato, si poterono ammirare i ritratti di Enrico VIII d'Inghilterra e di Anna Bolena eseguiti da Hogarth. Gli originali della serie Quattro momenti del giorno furono venduti ad altri collezionisti, ma le scene vennero riprodotte per il parco dal pittore Francis Hayman (1708–1776): due di esse, Sera e Notte, furono esposte al parco di attrazioni fino al 1782.
Le incisioni sono immagini a specchio dei dipinti, fatto che crea dei problemi ad accertare l'ora mostrata negli orologi di alcune scene. Le rappresentazioni sono spesso viste come parodia della vita della classe media di Londra dell'epoca, ma il giudizio morale non è così duro come in altre opere di Hogarth e anche la classe più povera non sfugge al ridicolo. Spesso il tema è l'estremo ordine contro il caos. Le quattro tavole non solo raffigurano quattro momenti del giorno ma anche le stagioni: il Mattino è ambientato in inverno, il Mezzogiorno in primavera, la Sera in estate. Invece, la Notte (mal interpretata con un'ambientazione a settembre) ha luogo durate l'Oak Apple Day, ossia in maggio e non in autunno.
La Sera venne incisa da Bernard Baron (un incisore francese che all'epoca viveva a Londra) e, benché i disegni siano tutti opera di Hogarth, non si sa l'artista inglese ne avesse mai inciso uno dei quattro con le sue stesse mani. Le stampe, insieme a una quinta intitolata Strolling Actresses Dressing in a Barn (1738), furono vendute per una ghinea (pari a £ 156,00 nel 2016), con metà del pagamento effettuato al momento dell'ordine e l'altra metà alla consegna. Subito dopo l'ordine il prezzo salì a cinque scellini per stampa (£ 37,00 nel 2016), aumentando il pagamento totale di quattro scellini. Sebbene Strolling Actresses Dressing in a Barn non venne direttamente connesso alla serie, pare che Hogarth avesse sempre voluto vendere le cinque stampe insieme. Mentre i personaggi di Quattro momenti del giorno recitano i loro ruoli senza esserne consci, la compagnia di Strolling Actresses Dressing in a Barn è pienamente consapevole della differenza tra la loro vita reale e i ruoli che devono interpretare. Inoltre, le raffigurazioni di Aurora e Diana sono presenti sia nella serie sia nella quinta stampa.
Hogarth promosse la vendita dei dipinti nel maggio del 1737, poi di nuovo a gennaio del 1738, e infine il 26 aprile 1738 diede la notizia che le tavole erano state ultimate. I dipinti furono venduti singolarmente a un'asta tenutasi il 25 gennaio 1745, insieme ai dipinti originali di La carriera di una prostituta, La carriera di un libertino e Strolling Actresses Dressing in a Barn. Sir William Heathcote acquistò il Mattino per 20 ghinee e la Notte per 20 sterline e 6 scellini, e il duca di Ancaster e Kesteven Peregrine Bertie comprò Mezzogiorno per 38 sterline e 17 scellini e la Sera per 39 sterline e 18 scellini.

## La serie

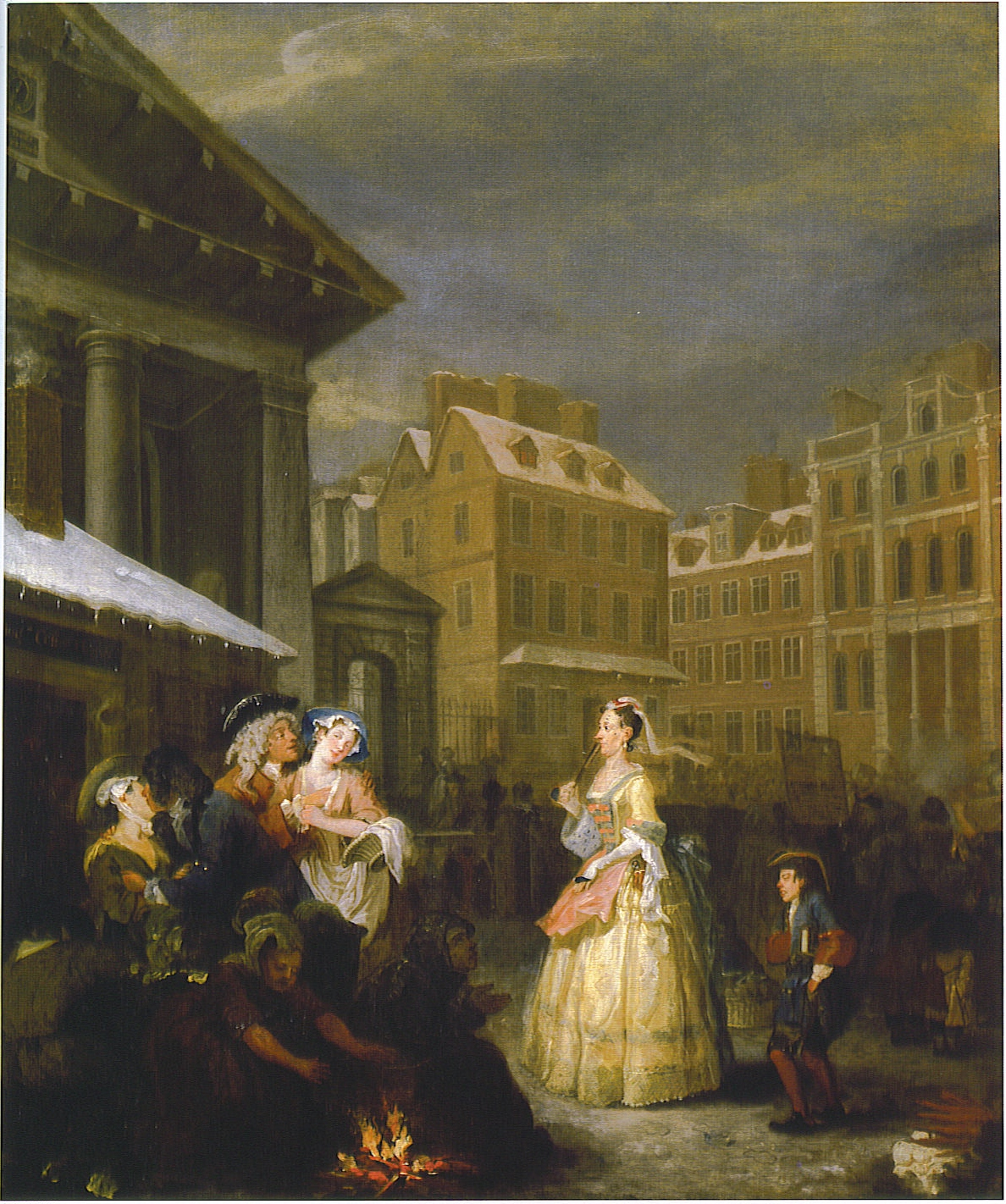
Il "Mattino" (dipinto 1)

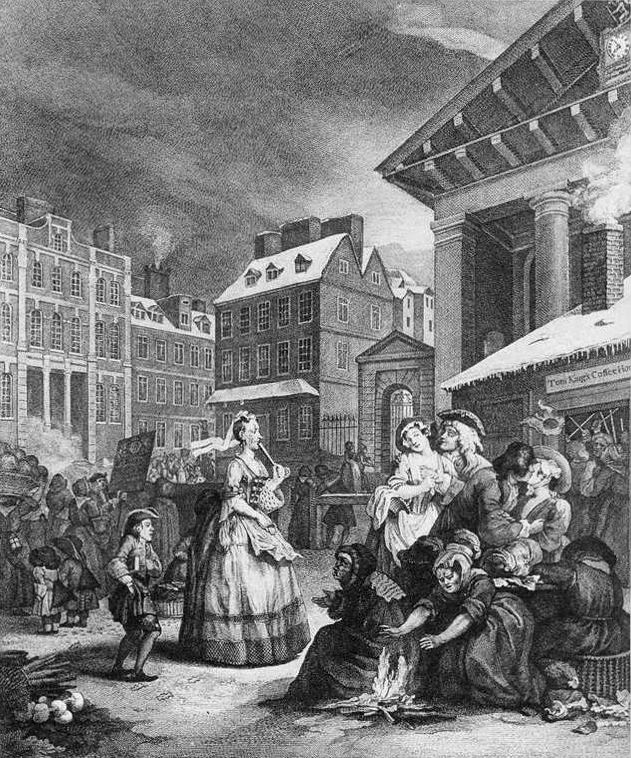
Il "Mattino" (stampa 1)

Nel Mattino, una donna cammina verso la chiesa, proteggendosi con un ventaglio dall'oltraggiosa visione di due uomini che stanno amoreggiando con le ragazze che lavorano al mercato. L'immagine mostra la parte ovest della piazza di Covent Garden, riconoscibile da un pezzo del portico palladiano della chiesa di St. Paul, opera di Inigo Jones, visibile dietro al Tom King's Coffee House, noto luogo di ritrovo celebrato nei pamphlets dell'epoca. Henry Fielding lo menziona sia in The Covent-Garden Tragedy sia in Pasquin. Quando Hogarth creò tale scena, la coffee house era gestita dalla vedova di Tom, Moll King (alias Elizabeth Adkins), ma la fama del posto non era diminuita. Moll King apriva le porte del suo locale una volta che tutti gli altri avevano chiuso, permettendo ai gozzovigliatori di divertirsi da mezzanotte all'alba. La Mansion House col portico colonnato visibile al centro dell'opera, situata al numero 43 di King Street a Londra, è attribuita all'architetto Thomas Archer, che la occupava negli anni in cui Hogarth la dipinse nei suoi lavori. L'edificio era situato a nord della piazza, mentre il coffee house era collocato a sud, così come dipinto nel quadro originale di Hogarth. Nella rappresentazione, è mattino presto e alcuni uomini stanno finendo solo ora la serata di baldoria: è scoppiata una rissa al locale e, nella baruffa, una parrucca vola fuori dalla porta. Nel frattempo, i venditori ambulanti stanno sistemando la frutta e la verdura da vendere al mercato del giorno. Due ragazzini, che dovrebbero dirigersi a scuola, si sono fermati a guardare affascinati l'attività del mercato, in una citazione diretta ai bambini de A Description of the Morning di Jonathan Swift "in ritardo con la cartella tra le mani". Sopra l'orologio vi è Padre Tempo e al di sotto compare l'iscrizione Sic transit gloria mundi (in italiano, "come sono effimere le cose del mondo"). Il fumo che esce dal camino del locale collega questi indizi alla scena sottostante.
Hogarth replica tutte le caratteristiche della scena pastorale all'interno di un contesto urbano. I pastori e le pastorelle si trasformano in mendicanti e prostitute, il sole alto nel cielo è sostituito dall'orologio della chiesa, le montagne innevate diventano tetti coperti dalla neve. Anche l'ambientazione a Covent Garden con i mucchi di frutta e verdura richiama il mondo campestre. Al centro della scena vi è la gelida dea dell'alba nelle vesti della prude donna che va in chiesa, seguita dal suo paggetto dal naso arrossato, che rimanda a Vespero, messaggero dell'alba. La donna sembra essere l'unica non toccata dal freddo, suggerendo che esso potrebbe essere il suo elemento. Benché all'esterno si mostri scioccata, il suo vestito (troppo elegante per una donna della sua età e di un colore giallo acido) potrebbe suggerire che abbia altri pensieri per la testa. Generalmente, la donna è indicata come zitella e considerata ipocrita, dato che si appresta ad andare a messa con uno scaldamani di ermellino ma non mostra alcuna carità per il suo servitore che trema dal freddo o per i poveri infreddoliti davanti a lei. Quest'ultima pare sia ispirata a una parente di Hogarth che, riconoscendosi nel dipinto, lo eliminò dal testamento. Henry Fielding usò la zitella di Hogarth come modello per il personaggio di Bridget Allworthy nel romanzo Tom Jones.

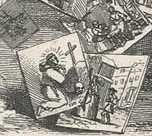
Nell'opera "La battaglia dei quadri" di Hogarth, San Francesco colpisce la donna del "Mattino".

Le particolari orme lasciate dalla donna mostrano il percorso da lei compiuto ma anche che indossa delle sopra-scarpe in legno (come quelli dipinti da Jan van Eyck nel Ritratto dei coniugi Arnolfini) per evitare di sporcare le scarpe buone con la neve e lo sporco della strada. Sul vestito, a partire dalla vita, si vede pendere un oggetto, interpretato variamente come uno schiaccianoci, un paio di forbici a forma di scheletro o un minuscolo ritratto (suggerendo, forse, una delusione amorosa). Sebbene nel dipinto si veda distintamente un ritratto, l'oggetto rimane indefinito nelle stampe prodotte dall'incisione. Altri elementi della scena sono più facilmente individuabili, osservando la stampa: sullo sfondo, un medico ciarlatano sta vendendo la sua miracolosa panacea e, mentre nel dipinto il cartello pubblicitario è poco più di un contorno trasparente, nella stampa si può leggere il nome Dr. Rock al di sotto dello stemma reale, che lascia supporre che tale dottore sia al servizio della Corona Inglese. Il venditore potrebbe essere proprio il famoso medico inglese Richard Rock (1690?–1777). L'opinione di Hogarth su questa figura è ben espressa nella penultima tavola de La carriera di una prostituta, dove si nota il medico discutere con il collega John Misaubin (1673–1734) delle possibili terapie da somministrare, mentre la paziente Moll Hackabout muore abbandonata in un angolo.
Hogarth rivisitò il Mattino nel volantino di presentazione dell'asta dei suoi lavori, intitolato La battaglia dei quadri, tenutasi nel 1745. In quel volantino, i suoi quadri sono rappresentati mentre vengono colpiti da una serie di opere dei Grandi Maestri.

### Mezzogiorno

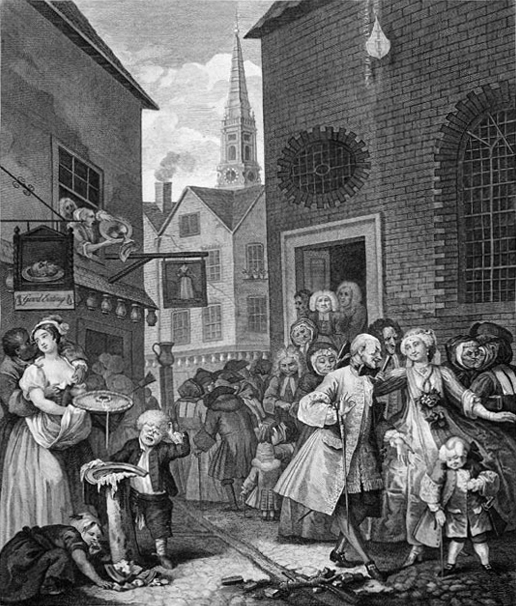
"Mezzogiorno" (stampa 2)

L'episodio è ambientato a Hog Lane, nel quartiere dei bassifondi di St. Giles con la chiesa St Giles in the Fields sullo sfondo. Hogarth utilizzerà questa ambientazione anche nelle opere intitolate Gin Lane e Il primo stadio della crudeltà. La scena mostra degli ugonotti che escono dalla chiesa francese che si trova a Soho. I rifugiati ugonotti erano arrivati nel 1680 circa e si erano stabiliti a Londra come negozianti e artigiani, soprattutto nel commercio della seta. La chiesa protestante era il posto da loro più frequentato. Hogarth mette a confronto la loro schifiltosità e il loro vestirsi d'alta moda con la trasandatezza del gruppo dall'altro lato della strada. Il cadavere in decomposizione di un gatto, che è stato colpito a morte con un sasso, giace nel canale di scolo che divide la strada ed è l'unico punto in comune tra le due parti. I membri più anziani della congregazione indossano abiti tradizionali, mentre i più giovani sono abbigliati secondo la moda dell'epoca. I bambini sono vestiti come degli adulti: il ragazzo in primo piano si pavoneggia nei suoi abiti eleganti, mentre il bambino di spalle poco più indietro ha i capelli dentro alla retina, acconciati in pieno stile francese.

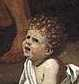
Il ragazzo in lacrime presente in primo piano (a destra nel dipinto e a sinistra nella stampa), è basato su questo infante che Nicolas Poussin ha raffigurato nella prima versione de Il ratto delle Sabine.

All'estrema destra del dipinto, un uomo di colore palpa i seni di una donna, distraendola dal suo lavoro, con il piatto della torta "che vacilla come la sua virtù". La confusione creatasi sulla questione che la legge permettesse o meno la schiavitù in Inghilterra e la pressione degli abolizionisti fecero sì che a metà Settecento vi fosse una considerevole parte della popolazione composta da londinesi neri liberi; ma lo status di quest'uomo nel dipinto resta incerto. L'uomo di colore, la ragazza e il bambino piangente ricoprono i ruoli di Marte, Venere e Cupido, che sarebbero certamente apparsi nella scena pastorale che Hogarth sta qui scimmiottando. Il bambino tiene in mano un piatto su cui era stata messa una torta, ma il piatto si è rotto e il dolce è caduto a terra, dove una ragazzina di strada lo sta rapidamente divorando. L'aspetto del ragazzo in lacrime è basato su quello dipinto da Poussin nella prima versione de Il ratto delle Sabine, ma l'intera scena con protagonista questo bambino venne abbozzata da Hogarth dopo avervi assistito un giorno mentre era dal barbiere.
La composizione della scena giustappone il misurato e formale uomo ugonotto, la moglie e il figlio impeccabilmente vestiti ai tre personaggi dall'altro lato del canale di scolo, che formano un nucleo familiare tutto particolare. L'immagine della testa di Giovanni Battista posta su un vassoio è visibile sull'insegna del negozio di torte, insieme alla scritta Buon Cibo. Sotto al cartello si trova la coppia intenta ad abbracciarsi in modo licenzioso, estendendo così la metafora del "mangiar bene" oltre al mero nutrirsi di cibo. Ancora più in basso, questo tema è svolto fino alla base del dipinto, mostrando la ragazzina di strada che raccoglie avidamente la torta. Il professor Ian Robert Fraser Gordon vede nella linea verticale di piatti rovesciati, dalla finestra in alto fin giù da basso, come simbolo del disordine che regna in quel lato della strada. Alla testa d'uomo decapitata sull'insegna del negozio di torte, immagine di ciò che dovrebbe essere la fantasia di ogni donna, fa da contraltare l'immagine del corpo di donna senza la petulante testa poco dietro, che rappresenta l'ideale di donna per ogni uomo. Subito sopra, affacciata alla finestra, una donna getta un pezzo di carne in strada, mentre litiga con qualcuno alle sue spalle, fornendo un estremo contrasto con la donna ideale raffigurata proprio sotto.
Il professor Ronald Paulson vede nell'aquilone che pende dalla chiesa come parte di una trinità di segni: l'aquilone indica lo scopo della chiesa di ascendere al paradiso, così come le insegne del Buon Cibo e della donna ideale denotano le predilezioni di quelli da quel lato della strada, ma invece di elevarsi alto nel cielo, l'aquilone pende impotente dal muro dell'edificio.
In questa scena, molto più che in altre, le simpatie di Hogarth sembrano essere dalla parte delle classi più povere, più precisamente con gli Inglesi. Nonostante vi sia molta confusione nel lato inglese della strada, vi è abbondanza del mangiar bene e i personaggi sono rubicondi e ben nutriti. Perfino la ragazza di strada riesce a mangiare a sazietà. Gli ugonotti dai visi sparuti, invece, presentano modi e abiti impietosi come qualunque altro personaggio della serie. Un sentimento nazionale di ostilità verso i Francesi, anche verso i rifugiati, può spiegare come mai gli Inglesi sono qui raffigurati in maniera più lusinghiera rispetto ad altri presenti nelle altre tre scene. Hogarth si prese gioco dello stile continentale anche nell'opera Marriage A-la-Mode (1743-45) e attaccò ancor più direttamente i Francesi ne Alla Porta di Calais, che dipinse subito dopo il rientro in Inghilterra nel 1748, dopo che venne arrestato come spia mentre abbozzava delle opere proprio a Calais.

### Sera

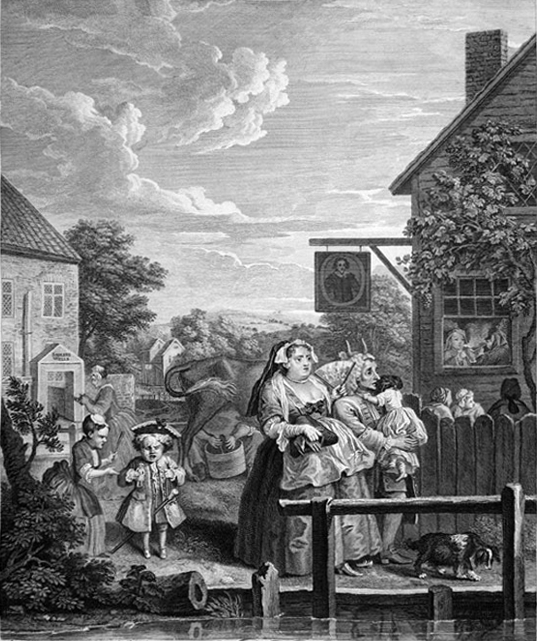
Sera (stampa 3)

Diversamente dalle altre tre scene, la Sera ha luogo appena fuori dall'area urbana della città e ha come sfondo le colline e un vasto cielo al tramonto. La mucca che viene munta alle spalle dei protagonisti indica che sono circa le 5 del pomeriggio. Tutto è qui gravato dal caldo dell'estate. Una donna in dolce attesa e suo marito cercano scampo dalla claustrofobica città con una visita al famoso Teatro Sadler's Wells (di cui si vede l'entrata a sinistra nella stampa e a destra nel dipinto). Quando Hogarth dipinse questa serie, il teatro aveva già perso ogni traccia della sua splendente fama e veniva comunemente ridicolizzato per il suo pubblico di artigiani e mogli presuntuose. Ned Ward descrisse tale clientela nel 1699 con queste parole:
"Il marito, le cui mani macchiate rivelano il suo essere tintore, appare infastidito mentre porta in braccio l'esausta figlia più giovane. Le sue mani sono macchiate di blu, mentre la faccia della moglie è colorata di rosso. Le corna della mucca poste proprie dietro la testa dell'uomo lo mostrano come cuckold e lasciano intuire che i figli non siano suoi. Dietro la coppia, gli altri due loro figli mimano la scena: il bastone del padre sbuca tra le gambe del figlioletto come doppio del cavallo di legno giocattolo, mentre la figlia detiene il comando e gli impone di consegnarle il biscotto di pan di zenzero". Pare che Hogarth abbia aggiunto la ragazzina che schernisce il fratellino solo in schizzi successivi, per giustificarne il pianto.
Il caldo è reso più tangibile dall'aspetto sconvolto della donna mentre si fa aria con un ventaglio (oggetto che già di per sé denota una scena classica, rimandando a Venere, Adone e Cupido); dall'apatica cagnolina incinta che osserva con desiderio l'acqua in basso; e dalla pianta rampicante che vigorosamente occupa una facciata della taverna. Come spesso accade nelle opere di Hogarth, l'espressione del cane riflette quella del padrone. La famiglia protagonista si affretta a tornare a casa, oltrepassando il New River e una taverna la cui insegna mostra Sir Hugh Myddelton (1560–1631), che andò in bancarotta finanziando la costruzione del canale per portare acqua corrente a Londra nel 1613 (come indicato dalla tubatura in legno che giace a fianco del corso d'acqua). Dalla finestrella si vedono altri londinesi che cercano riparo dalla calura estiva all'interno del locale. Questi sembrano essere più allegri del tintore e della sua famiglia, anche se Hogarth ridicolizza queste persone che fuggono in campagna per respirare aria buona e invece li si ritrova in un posto affollato e affumicato dalle loro stesse pipe.

### Notte

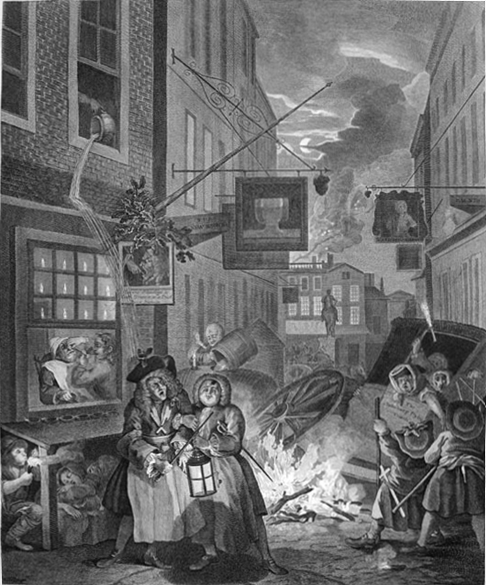
"Notte" (stampa 4)

La scena finale, la Notte, mostra le caotiche attività che avvengono protette dal buio della notte nella zona di Charing Cross, identificabile dalla statua equestre di Carlo I d'Inghilterra (opera dello scultore francese Hubert Le Sueur) e dai due pub. Questa strada è oggi nota con il nome di Whitehall. Sullo sfondo, il passaggio di una carrettata di mobili lascia intendere che degli affittuari stanno scappando dal padrone di casa in una "fuga al chiaro di luna". Nel dipinto la luna è piena, mentre nella stampa è crescente.
È la notte del 29 maggio, in cui si festeggia l'Oak Apple Day, ovvero la Restaurazione inglese, come indicato dai rami di quercia posti al di sopra dell'insegna del barbiere e sui cappelli di alcuni personaggi, che rimandano alla quercia reale dietro cui si nascose Carlo II d'Inghilterra dopo aver perso la Battaglia di Worcester nel 1651.
Charing Cross era una zona in cui passavano spesso le carrozze, ma la stretta e intasata strada era anche teatro dei frequenti incidenti. Nell'opera di Hogarth, è stato un falò a causare il ribaltamento della carrozza della Salisbury Flying. I falò in occasione di festa erano una consuetudine, benché molto pericolosi: l'incendio di una casa illumina il cielo in lontananza. Un link-boy (ossia un ragazzo con la torcia addetto a illuminare la strada per i pedoni) soffia sulla fiamma della sua fiaccola, dei ragazzini giocano col fuoco e una scintilla finisce dentro la finestrella della carrozza.
Su un lato della strada c'è un cerusico, la cui insegna recita: "Rasatura, salasso, e dente estratto in un sol colpo. La prova è nell'insegna!" (la scritta originale in inglese è Shaving, bleeding, and teeth drawn with a touch. Ecce signum!). Il cerusico era una professione che racchiudeva in sé l'essere chirurgo e barbiere dal 1540, e le due attività non saranno separate fino al 1745, quando i chirurghi si separarono definitivamente per costituire il Royal College of Surgeons of England. All'interno del negozio, il barbiere, probabilmente ubriaco, rade a casaccio un cliente, tenendolo per il naso come fosse un maiale, mentre schizzi di sangue macchiano la stoffa sotto al suo mento. Le ciotole sul davanzale contengono il sangue perso dai pazienti della giornata.
Sotto il davanzale della finestra del barbiere, una famiglia senza casa ha trovato un rifugio per la notte.
In primo piano, un massone ubriaco, riconoscibile dal grembiule e dalla squadra, attributo di ogni Maestro venerabile (Worshipful Master) di una loggia, è aiutato nel rientro a casa dal suo "Copritore Esterno" (Tyler), mentre il contenuto di un vaso da notte gli viene svuotato in testa. In alcune stampe, alla finestra vi è una donna che guarda in basso verso il massone, suggerendo che l'averlo inzuppato forse non è stato un incidente. Pare che il Maestro venerabile qui raffigurato sia Sir Thomas de Veil, membro della prima confraternita di Hogarth, predecessore di Henry Fielding in qualità di giudice di Bow Street, e a cui è ispirato il personaggio Justice Squeezum nell'opera The Coffee-House Politician (1730) di Fielding. Sir Thomas de Veil era malvisto a causa delle sue severe sentenze contro i venditori di gin, le quali erano ritenute ipocrite, essendo il giudice un entusiasta bevitore. Nel dipinto di Hogarth, viene sorretto dal suo Guardiano, munito di spada e spegnitoio, in cui si potrebbe riconoscere il Fratello Montgomerie. il Maestro venerabile qui raffigurato era quello della loggia a cui apparteneva Hogarth.
Tutt'intorno si notano pub e bordelli. La taverna Earl of Cardigan si trova su un lato della strada, di fronte vi è il Rummer, la cui insegna mostra un römer dalla base abbellita da un grappolo d'uva. Le logge massoniche si incontravano in entrambe le taverne nel corso degli anni trenta del Settecento. Alle spalle del Gran Maestro della Loggia e del suo servitore, si vede l'oste intento ad adulterare un barile di vino, pratica citata nelle poesie di Matthew Prior, che visse con lo zio Samuel Prior, ossia il proprietario della taverna Rummer.
Su ciascun lato della strada vi è un'insegna che indica The Bagnio e The New Bagnio. Verosimilmente si tratta di un hammam (un bagno turco di solito messo a disposizione proprio dai locali pubblici); ma in Inghilterra, entro il 1740, la parola bagnio, che si riferiva al bagno turco, passò a denominare le case di tolleranza.
Il VI Conte di Salisbury scandalizzò la società inglese guidando e facendo capovolgere una diligenza. John Ireland ipotizza che il ribaltamento della carrozza Salisbury Flying al di sotto dell'insegna Earl of Cardigan sia una sottile presa in giro del Gran Maestro e IV Conte di Cardigan, George Brudenell (divenuto poi I Duca di Montagu), anch'egli rinomato per il suo modo spericolato di guidare le carrozze.

## Accoglienza
Quattro momenti del giorno fu la prima serie di stampe che Hogarth pubblicò dopo il successo de La carriera di una prostituta e La carriera del libertino (e sarà l'unica opera da lui edita fino al Marriage A-la-Mode del 1745), perciò il suo completamente venne atteso con impazienza. Appena saputo della sua imminente pubblicazione, George Faulkner scrisse da Dublino di volerne acquistare 50 copie. In questa serie manca l'intento moralistico presente nelle serie precedenti e che ricompare nel Marriage A-la-Mode, e questa mancanza significa che non ottenne lo stesso successo, sebbene abbia messo in scena personaggi quasi unici nel loro genere, presentandoli come spaccato della società dell'epoca. All'asta del 1745, i dipinti di Quattro momenti del giorno ottennero un'offerta più cospicua di quelli de La carriera del libertino; e la Notte, generalmente riconosciuto come il peggiore della serie, incassò la cifra più alta come singolo pezzo. Horace Walpole definì il dipinto di accompagnamento, Strolling Actresses Dressing in a Barn, come il migliore tra i lavori di Hogarth, mentre sulla serie si limitò che lasciava molto a desiderare rispetto agli standard dell'artista.
Mattino e Notte si trovano ora nella collezione del National Trust (ossia la Soprintendenza ai Beni Culturali e Ambientali) di Bearsted, nella sede di Upton House nel Warwickshire. La collezione fu messa insieme dal colonnello Walter Horace Samuel (1882–1948), II Visconte di Bearsted, e donata al National Trust insieme alla casa di campagna inglese, nel 1948. Mezzogiorno e Sera restano invece nella Ancaster Collection del Grimsthorpe Castle, nel Lincolnshire.